# Ligne de Haguenau à Hargarten - Falck
La ligne de Haguenau à Hargarten - Falck est une ligne de chemin de fer française à écartement standard du nord de l'Alsace et de la Lorraine. Elle est parallèle à la frontière de la France avec l'Allemagne. Une partie de la ligne est actuellement fermée à tout trafic.
Elle constitue la ligne 159 000 du réseau ferré national.
Le tronçon de Schweighouse à Haguenau faisait partie de la transversale reliant Saverne à Rastatt.

## Histoire

### Chronologie
- 19 décembre 1864, mise en service de Niederbronn à Haguenau[2],
- 16 décembre 1865, mise en service de Béning à Sarreguemines[2],
- 1er mai 1866, mise en service de Béning à Carling[2],
- 8 décembre 1869, mise en service de Sarreguemines à Niederbronn[2],
- 1er mai 1882, mise en service de Carling à Hargarten - Falck[3].

### Ligne de Haguenau à Niederbronn (d'intérêt local)

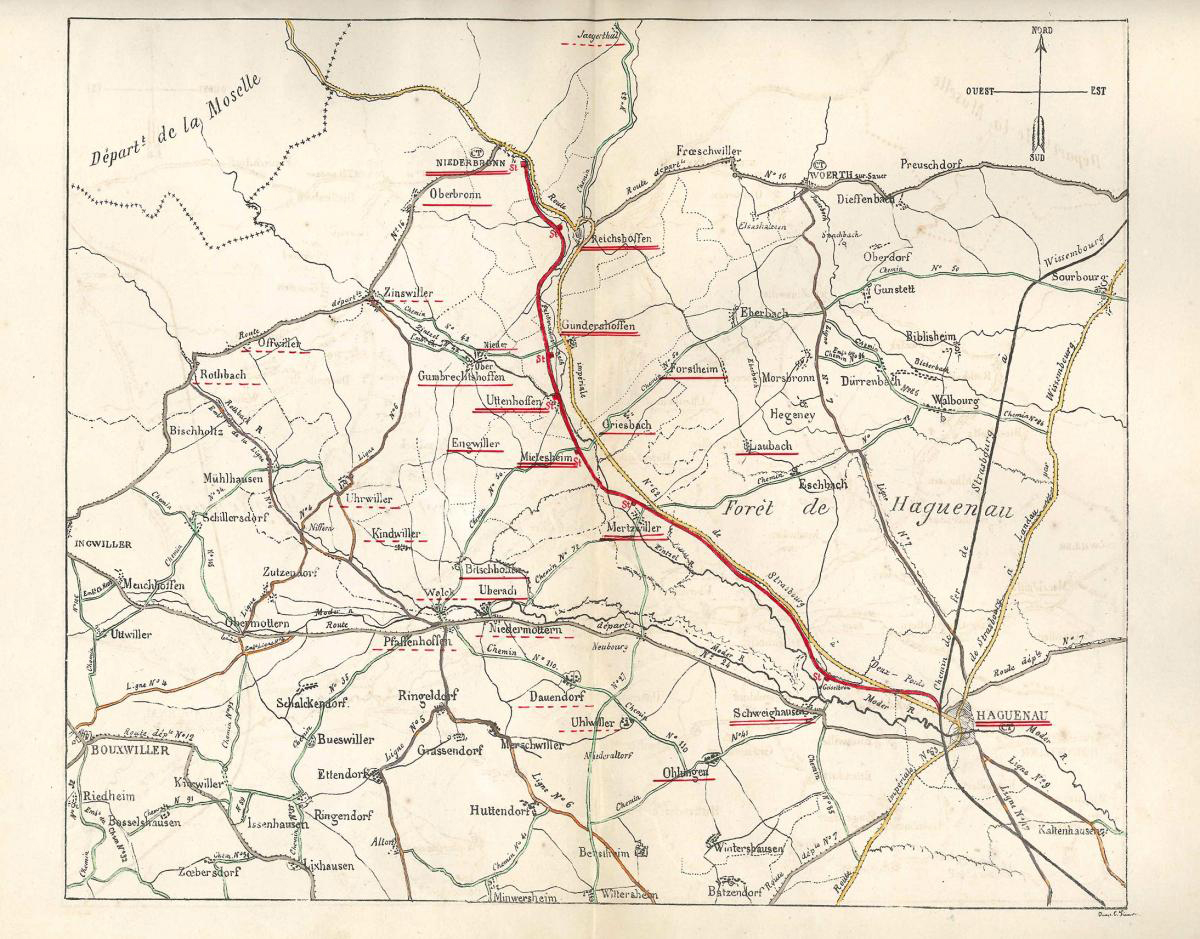
Titre du tracé Chemins vicinaux de grande communication destinés à être transformés en chemin de fer. Chemin no 2 bis de Haguenau à Niederbronn, d’une longueur totale de 19 km 623 m et 50 cm

Cette ligne, longue de 20 kilomètres, embranchement de la ligne de Strasbourg à Wissembourg, est étudiée en 1857 à la demande du préfet Jean-Baptiste Migneret dans le cadre de la création d'un réseau de chemins de fer d'intérêt local qui lui semble à même de répondre aux besoins pressants des industriels locaux. En 1858, le directeur des chemins vicinaux du département, M. Coumès chiffre à 8 191,59 francs le revenu au kilomètre de la ligne. La compagnie de l'Est, approchée pour une éventuelle concession, met ses enquêteurs sur ce projet et comme il en ressort une estimation inférieure (4 364,60 fr) elle refuse la proposition. La famille de Dietrich intéressé au plus haut point par ce projet, du fait qu'elle est propriétaire de plusieurs établissements métallurgiques établis à proximité, relance l'affaire par l'intermédiaire de la société de Dietrich et Cie qui adresse, en mars 1860, une demande de concession au ministre des travaux publics. Elle argumente sur les besoins de ses usines en charbon, celle de Mouterhouse en consomme quotidiennement 40 tonnes, et sa volonté de rendre ainsi la houille de Sarrebruck compétitive par rapport au minerai anglais, ce qui n'est pas le cas lorsque le transport se fait par la route. Néanmoins sa demande est conditionnée à l'apport par l'État d'une subvention conséquente et d'une garantie d'intérêt.
La ligne, qui conserve son statut d'intérêt local et inclut un embranchement sur l'usine de Reichshoffen, est déclarée d'utilité publique le 1er août 1860, la subvention proposée par l'État est de 240 000 francs,.
La société de Dietrich se retire et finalement l'État concède la ligne le 11 juin 1863 à la compagnie de l'Est qui évalue sont coût pour elle à (2,120 millions de francs. L'État prend à sa charge la réalisation de la ligne jusqu'à la livraison de la plateforme, la compagnie pose les voies, construit les stations, avec une subvention du département, et finance également tout ce qui est nécessaire à l'exploitation y compris l'entretien de l'infrastructure, elle a pour obligation de mettre la ligne en service au plus tard un an après la livraison de la plateforme.
La section Haguenau - Niederbronn-les-Bains a été mise en service le 19 décembre 1864.
En avril 2017, la section est fermée à la circulation ferroviaire pour travaux. La circulation reprend le 1er septembre 2017.

### Niederbronn à Hargarten - Falck
La section entre Hargarten - Falck et Niederbronn, partie d'un itinéraire de Thionville à Niderbronn, est déclarée d'utilité publique le 14 juin 1861.
Par une convention signée avec le ministre des Travaux publics le 1er mai 1863, la Compagnie des chemins de fer de l'Est reçoit la concession des sections entre Haguenau à Niderbronn et de Niderbronn à Hargarten - Falck (et à Thionville). Cette convention est approuvée par décret impérial le 11 juin 1863.

### Électrification
La ligne a été électrifiée en 25 kV - 50 Hz en 2 étapes :
- En juin 1956[10] de Carling à Hargarten - Falck.
- En juillet 1956[10] de Béning à Carling (projet Cocheren - Carling).

### Fermeture partielle et projets

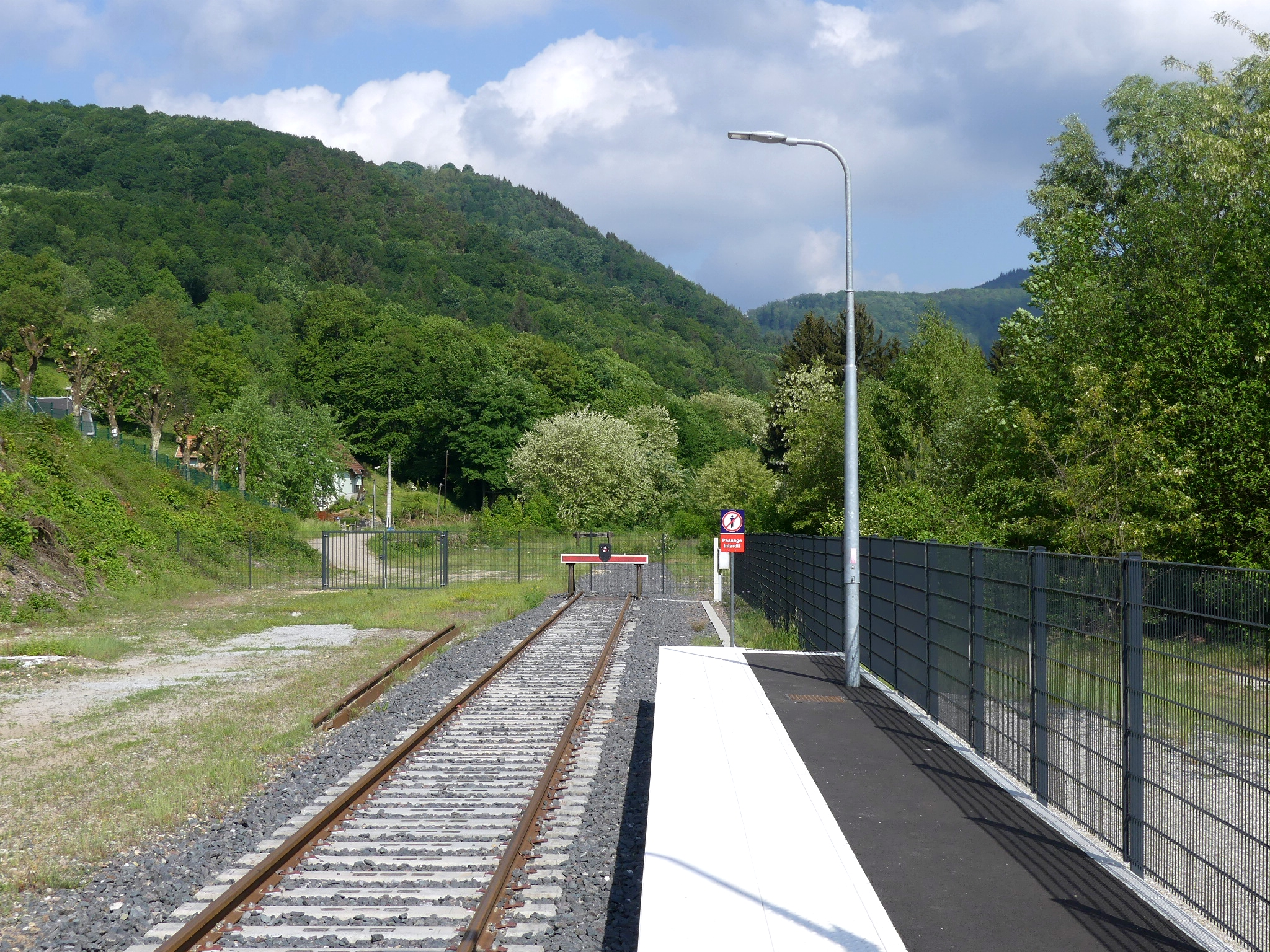
Heurtoir marquant la fin de la ligne en Alsace en gare de Niederbronn-les-Bains.

En 1991, la liaison entre Haguenau et Bitche via Niederbronn constitue la relation n°28 du réseau TER Lorraine tandis que la liaison entre Bitche et Sarreguemines est désignée par le numéro 17.
La section de Niederbronn-les-Bains à Bitche a été fermée au service marchandises le 29 septembre 1996 et au service voyageurs le 4 novembre de la même année. Cette section est susceptible d'être l'objet d'un projet de réouverture, car Bitche pourrait être reliée à Strasbourg en une heure par train TER (dans les années 2010, ce voyage nécessite une correspondance entre autocar et train à Niederbronn-les-Bains). Ce tronçon pourrait également être reconverti en vélorail. Des études ont été effectuées pour cette éventuelle future réouverture, chiffrant ainsi le montant des travaux de remise en état de l'infrastructure à 35 millions d'euros, soit bien plus qu'au moment de la fermeture. 
La section de Bitche à Sarreguemines a été fermée au service voyageurs en décembre 2011, à la suite d'un glissement de terrain. La circulation des trains était alors toujours possible, mais limitée à 10 km/h, sur le tronçon de 300 mètres concerné. La région Lorraine a préféré remplacer les trains par des autocars TER. Quelques trains de fret à destination du camp militaire de Bitche ont circulé sur la ligne jusqu'en 2013 puis la section est définitivement fermée en novembre 2014. L'association T2SB (Train Touristique Sarreguemines Bitche) espère faire circuler un train touristique entre Sarreguemines et Bitche,. 
En septembre 2019, pour les 150 ans de la gare de Bitche, l'association T2SB a organisé une manifestation avec circulation de velorail entre les passages à niveau 69 et 71.

### Renouvellement de la section Haguenau - Niederbronn-les-Bains

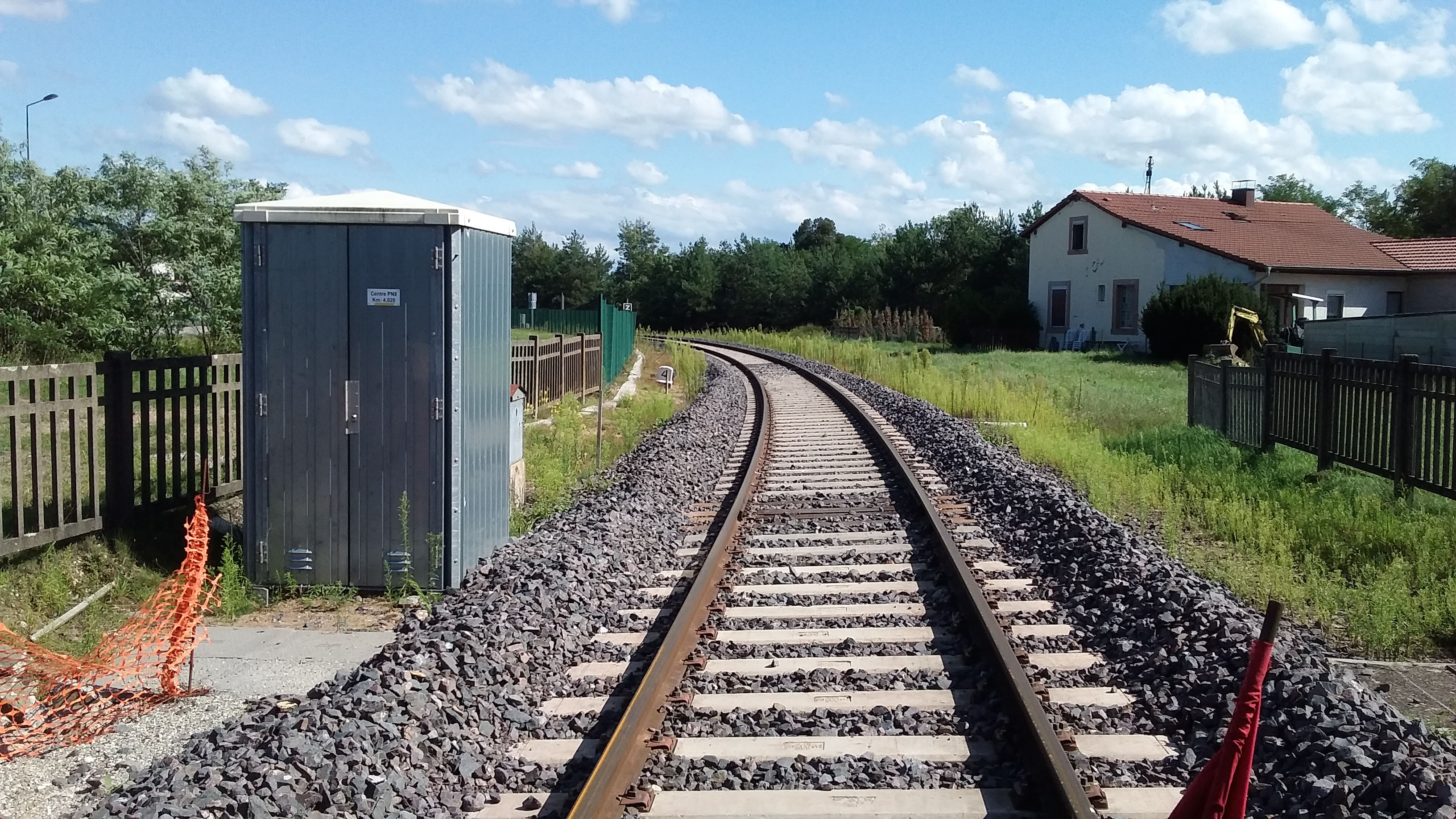
Vue des voies renouvelées depuis le PN5 (Schweighouse-sur-Moder)

Entre mars et septembre 2017, la section entre Haguenau et Niederbronn est fermée à la circulation, pour travaux de rénovation. Une rénovation totale est alors réalisée : la signalisation est refaite à neuf (installation du BAPR, en remplacement du BM), tout comme les 22 km de voies et les 8 aiguillages. Les derniers passages à niveau non automatiques (PN 8, 32, 37, 41 et 42) sont automatisés pour plus de sécurité et de fiabilité. Les quais de toutes les gares ont été rallongés, pour permettre l'arrêt en gare de deux rames Régiolis couplées en heure de pointe. La fréquence des trains est également augmentée.
De nombreux projets sont également apparus au niveau des gares. En effet, à part les quais, rien n'a été modifié durant les travaux. Ainsi, en gare de Mertzwiller, un parking de 80 places sera créé, ainsi qu'un dépose-minute et d'un abri à vélos (pouvant en contenir 18). Des modifications similaires sont aussi prévues en gares de Niederbronn-les-Bains, Reichshoffen, Gundershoffen et Schweighouse-sur-Moder. Concernant la gare de Haguenau, sa transformation en pôle multimodal est à l'œuvre, avec l'ouverture d'une nouvelle passerelle permettant un accès aux quais par les personnes handicapées ; un nouveau bâtiment voyageurs est également en projet, ainsi qu'une refonte de la gare routière.

## Infrastructure
Le profil de la ligne est très médiocre, les déclivités atteignent 15 ‰ entre Haguenau et Sarreguemines et 10 ‰ au-delà. Il existe de très nombreuses courbes de 300 m de rayon.
Cette ligne est actuellement  à voie unique entre Schweighouse-sur-Moder et Sarreguemines et à double voie au-delà.

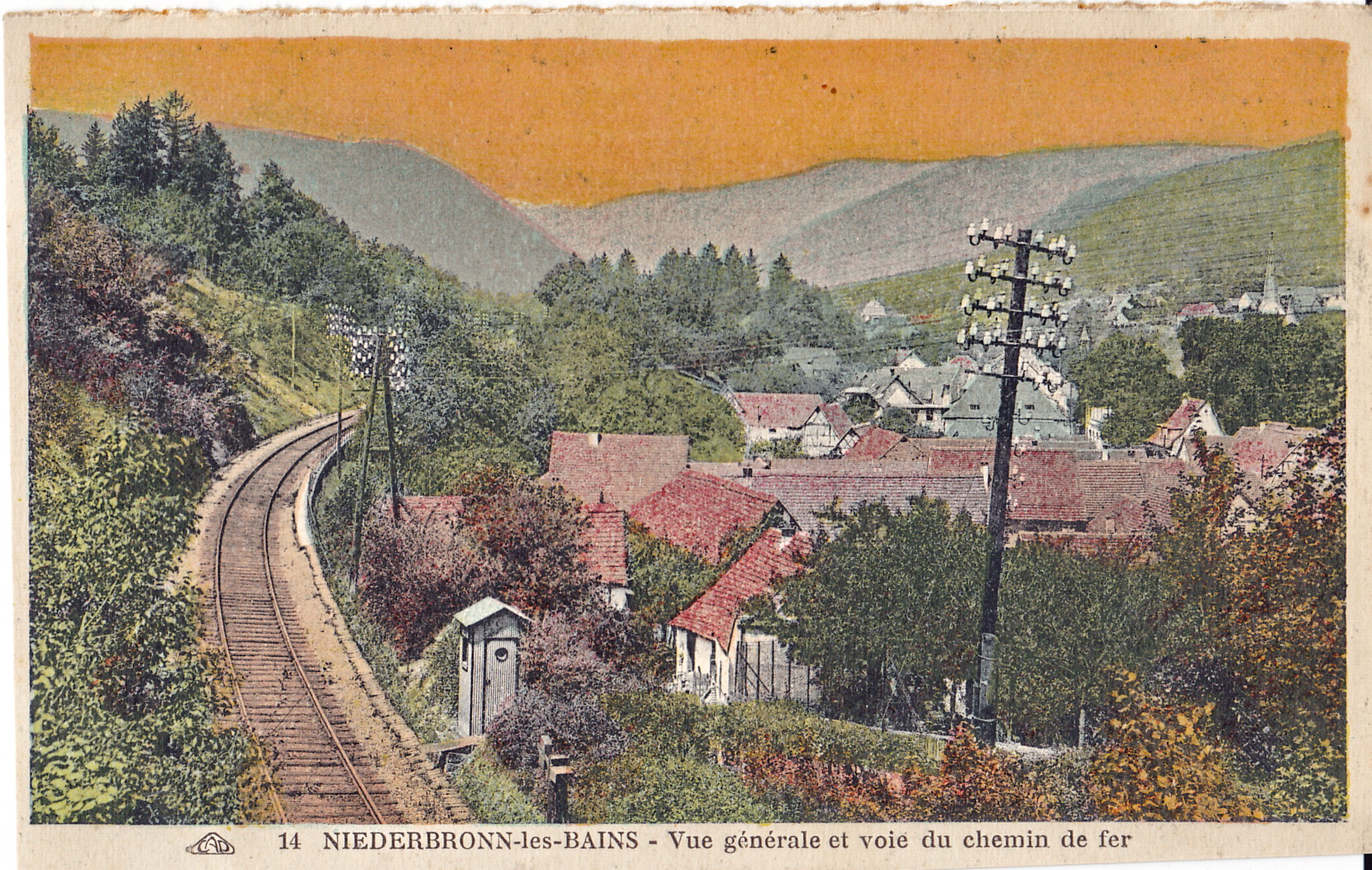
La ligne à Niederbronn-les-Bains dans les années 1920.

Il s'agit de l'une des deux seules lignes de chemin de fer (la seconde étant la ligne de Mommenheim à Sarreguemines) qui traverse les Vosges du Nord bien que la section concernée, de Niederbronn à Bitche, soit fermée à tout trafic. Sur le tronçon de Haguenau à Bitche, la ligne suit le même tracé que l'ancienne route nationale 62.

## Exploitation
- Le tronçon entre Haguenau et Niederbronn est desservi par des trains express régionaux en provenance de Strasbourg ou de Haguenau.
- Le tronçon entre Niederbronn et Bitche est fermé depuis 1996. Les deux communes sont reliées par des autocars TER. Il existe cependant un projet de réouverture ou de reconversion en vélo-rail[13].
- Le tronçon entre Bitche et Sarreguemines n'est plus desservi par les trains du réseau TER Lorraine depuis le 18 décembre 2011, du fait initialement d'un affaissement de terrain de l'infrastructure et de performances jugées insuffisantes par le Conseil régional de Lorraine, Autorité Organisatrice du Transport. Une substitution routière, à l'origine provisoire, est mise en place depuis sur cette section. En octobre 2014 la SNCF et la région Lorraine décident de fermer définitivement le tronçon en raison du coût, jugé trop élevé, pour sa remise en état. Cette section de ligne pourrait être reconvertie en chemin de fer touristique.
- Le tronçon entre Sarreguemines et Béning est desservi par des trains express régionaux.
- Entre Béning et Hargarten, la ligne est empruntée seulement par des trains de marchandises.

## Gares
Dans le tableau suivant (liste partielle), les gares mentionnées en gras sont celles de bifurcation, présentes comme passées.
|  |   |  | Gare                       | Service(s)                                            | Coordonnées                 | Commune                    |
|  | - |  | -------------------------- | ----------------------------------------------------- | --------------------------- | -------------------------- |
|  | ■ |  | Haguenau                   | TER Fret                                              | 48° 48′ 49″ N, 7° 46′ 55″ E | Haguenau                   |
|  | • |  | Schweighouse-sur-Moder     | TER (halte)                                           | 48° 49′ 44″ N, 7° 44′ 33″ E | Schweighouse-sur-Moder     |
|  | • |  | Mertzwiller                | TER (halte)                                           | 48° 52′ 20″ N, 7° 40′ 41″ E | Mertzwiller                |
|  | • |  | Gundershoffen              | TER (halte)                                           | 48° 54′ 19″ N, 7° 39′ 12″ E | Gundershoffen              |
|  | • |  | Reichshoffen-Ville         | TER (halte) Fret (desserte de l'usine CAF et Vossloh) | 48° 55′ 52″ N, 7° 39′ 30″ E | Reichshoffen               |
|  | ■ |  | Niederbronn-les-Bains      | TER (halte)                                           | 48° 57′ 09″ N, 7° 38′ 02″ E | Niederbronn-les-Bains      |
|  | x |  | Philippsbourg              | Fermée                                                | 48° 59′ 02″ N, 7° 33′ 53″ E | Philippsbourg              |
|  | x |  | Bannstein                  | Fermée                                                | 49° 00′ 15″ N, 7° 30′ 10″ E | Éguelshardt                |
|  | x |  | Éguelshardt                | Fermée                                                | 49° 01′ 07″ N, 7° 29′ 26″ E | Éguelshardt                |
|  | x |  | Bitche-Camp                | Fermée                                                | 49° 02′ 58″ N, 7° 28′ 31″ E | Bitche                     |
|  | x |  | Bitche                     | Fermée                                                | 49° 02′ 55″ N, 7° 25′ 56″ E | Bitche                     |
|  | x |  | Lemberg                    | Fermée                                                | 49° 00′ 02″ N, 7° 22′ 46″ E | Lemberg                    |
|  | x |  | Enchenberg                 | Fermée                                                | 49° 00′ 58″ N, 7° 20′ 00″ E | Enchenberg                 |
|  | x |  | Petit-Réderching           | Fermée                                                | 49° 02′ 57″ N, 7° 18′ 01″ E | Petit-Réderching           |
|  | x |  | Rohrbach-lès-Bitche        | Fermée                                                | 49° 03′ 20″ N, 7° 15′ 52″ E | Rohrbach-lès-Bitche        |
|  | x |  | Wœlfling-lès-Sarreguemines | Fermée                                                | 49° 05′ 41″ N, 7° 11′ 26″ E | Wœlfling-lès-Sarreguemines |
|  | x |  | Sarreguemines-Est          | Fermée                                                | 49° 06′ 09″ N, 7° 05′ 29″ E | Sarreguemines              |
|  | ■ |  | Sarreguemines              | TER, Saarbahn Fret                                    | 49° 06′ 26″ N, 7° 04′ 05″ E | Sarreguemines              |
|  | • |  | Hundling                   | TER (halte)                                           | 49° 06′ 24″ N, 6° 58′ 38″ E | Hundling                   |
|  | • |  | Farschviller               | TER (halte)                                           | 49° 05′ 17″ N, 6° 54′ 27″ E | Farschviller               |
|  | • |  | Farébersviller             | TER (halte)                                           | 49° 07′ 06″ N, 6° 51′ 41″ E | Farébersviller             |
|  | ■ |  | Béning                     | TER Fret                                              | 49° 08′ 18″ N, 6° 49′ 41″ E | Béning-lès-Saint-Avold     |
|  | x |  | Merlebach-Freyming         | Fermée                                                | 49° 08′ 43″ N, 6° 48′ 32″ E | Freyming-Merlebach         |
|  | x |  | Carling                    | Fermée                                                | 49° 10′ 14″ N, 6° 43′ 01″ E | Carling                    |
|  | x |  | Creutzwald-La Croix        | Fret                                                  | 49° 11′ 40″ N, 6° 40′ 27″ E | Creutzwald                 |
|  | x |  | Hargarten - Falck          | Fret                                                  | 49° 13′ 09″ N, 6° 38′ 06″ E | Falck                      |

(La disposition des gares de la ligne et de ses autres infrastructures sont visibles sur le schéma de la ligne.)

## Matériel roulant de voyageurs
- X 73500
- X 76500
- BB 67400 + RRR
- Régiolis